# Lakeside (Florida)
Lakeside è una località degli Stati Uniti d'America classificata come CDP e situata in Florida, nella Contea di Clay.